# David Centeno
David Francisco Centeno Bracho (Caracas, Venezuela; 4 de octubre de 1992) es un exfutbolista venezolano que jugaba como centrocampista y su último equipo fue el ACD Lara de la Primera División de Venezuela.

## Carrera deportiva
Centeno tiene la posición de Medio centro y es pie derecho, su posición secundaria es Medio centro ofensivo. Tuvo su última revisión el 17 de enero de 2020. David Centeno pertenece a la Agencia de Fútbol de Venezuela.

### Desmayó en partido
El 22 de febrero de 2020, en un juego amistoso entre su equipo, ACD Lara, y el Aragua FC, Centeno sufrió un desmayó en su posición, apenas comenzando el partido. Entre los compañeros hubo desesperación y llanto mientras que una ambulancia que había sido llamada se encargaba de trasladarlo al vehículo para después a un centro cardiológico. Centeno no pasó a peores, su estado de salud se encontró estable fuera de peligro tras el desplome que tuvo en el cambo del Estadio Hermanos Ghersi, de Maracay, estado Aragua.